# Процветающий Сучжоу
Процветающий Сучжоу (кит. трад. 姑蘇繁華圖, упр. 姑苏繁华图, пиньинь Gūsū Fánhuá Tú), (оригинальное название — Расцветающая жизнь в великолепную эпоху (кит. трад. 盛世滋生圖, упр. 盛世滋生图, пиньинь Shèngshì Zīshēng Tú) — рукописный свиток, созданный китайским придворным художником Сюй Яном в 1759 году. Изображение насыщенной городской жизни Сучжоу объединяет в себе традиционный китайский стиль живописи и черты западного стиля.

## Информация о свитке
Император Цяньлун заказал у художника этот свиток в 1751 году после своего возвращения из поездки на юг. Уроженцу Сучжоу Сюй Яну потребовалось несколько лет на выполнение работы.. Свое современное название Процветающий Сучжоу получил после переименования в 1950-х годах.
Процветающий Сучжоу представляет собой горизонтальный свиток, на котором изображён ряд сцен из городской жизни. Длина свитка составляет 12 метров. Свиток стоит рассматривать, начиная с правого края, постепенно разворачивая его. Изображения пейзажей чередуются, создавая ощущение продолжающегося путешествия по Сучжоу.
В XVIII и XIX веках на искусство Китая стало оказывать влияние европейское искусство и его методы и техники, среди которых линейная перспектива. Сложная мастерская композиция Процветающего Сучжоу объединяет в себе западную линейную перспективу и традиционные китайские техники композиции. Свиток представляет собой не только произведение искусства, но и историческую ценность, поскольку в деталях изображает жизнь, топографию, обычаи Сучжоу и позволяет современным зрителям изучить китайский город XVIII века.
На краю свитка художник поставил свою подпись, а также пояснение, где он написал, что создал этот свиток с целью изображения мирного и процветающего правления, а также чтобы выразить своё почтение императору Цяньлуну. Также в пояснении говорится, что свиток представляет собой путешествие от горы Линъян через город Сучжоу до холма Тигра.
Свиток ярко иллюстрирует визуальный облик ландшафта, городские виды и повседневную жизнь людей, охватывая несколько десятков миль. Центр свитка иллюстрирует идеализированное представление о различных видах деятельности в центре города; в нём показаны купцы, торговцы, корабли и лодки, магазины и лавки. Всего на картине изображено более 4800 людей, 2000 архитектурных строений и 400 лодок и кораблей.
- Деревенские женщины за работой
- Театр
- Торговля на воде
- Экзаменационный зал
- Свадьба
- Холм Тигра и подпись автора

## Выставки
Вместе с другими 14 произведениями китайского искусства из Музея провинции Ляонин, изображающими большие города эпох империи Мин и Цин Процветающий Сучжоу выставлялся в 2009 году в Гонконгском музее искусств на экспозиции к юбилею становления Китайской Народной Республики.
С 26 октября 2013 года по 19 января 2014 года свиток экспонировался в Музее Виктории и Альберта (Лондон) на выставке Шедевры китайской живописи.
В 2016 году был издан буклет с полной печатной копией свитка и пояснениями о том, что изображено на каждых 50 сантиметрах изображения.